# Manuel Saturnino da Costa
Manuel Saturnino da Costa (ur. 1942, zm. 10 marca 2021) – dyplomata i polityk, premier Gwinei Bissau od 26 października 1994 do 6 czerwca 1997.
Przed 1975 był partyzantem walczącym o niepodległość Gwinei Bissau. Od 1977 pracował w dyplomacji jako ambasador na Kubie i w ZSRR. W 1980 po przewrocie został sekretarzem generalnym Afrykańskiej Partii Niepodległości Gwinei i Wysp Zielonego Przylądka. Po wygranej partii w wyborach parlamentarnych w 1994 powołany na stanowisko premiera, które pełnił do 1997. W maju 1999 został tymczasowym szefem PAIGC, pełniąc funkcję do września. W lutym 2000 roku razem z kilkoma byłymi ministrami został aresztowany na polecenie prezydenta Kumba Iali w związku ze sprzeniewierzeniem się urzędowi. Został uniewinniony w czerwcu 2003. W listopadzie 2008 wybrany do parlamentu, w styczniu 2009 powołany na stanowisko ministra. Bezskutecznie ubiegał się o nominację partyjną w wyborach prezydenckich w maju 2009. W październiku 2009 zakończył pełnienie funkcji ministerialnej.